# Ascolta
ascolta ist ein 2003 gegründetes Stuttgarter Ensemble für zeitgenössische Kammermusik. Seine programmatische Spannweite reicht von der klassischen Moderne bis zum Grenzbereich zwischen Neuer Musik und Rock. Der Schwerpunkt liegt auf Ur- und Erstaufführungen für die ascolta-Besetzung.

## Geschichte
ascolta ging aus dem unter dem Dach von „Musik der Jahrhunderte“ gegründeten Ensemble Varianti hervor, welches 1994–2002 in variablen Ensemble- und Kammermusikbesetzungen zeitgenössische Musik im In- und Ausland aufführte. Seit 2003 präsentiert sich das Ensemble nach einer Umstrukturierung unter dem Namen ascolta in fester, kammermusikalischer Besetzung und mit selbstverwalteter Organisationsstruktur.

## Profil
Die Besetzung von ascolta mit ihrer Konzentration auf Blech- und Schlaginstrumente – ohne hohe Streicher und Holzbläser – ist ein Gegenentwurf zur Besetzung von Schönbergs Pierrot Lunaire, an der sich viele Ensembles für zeitgenössische Musik im Kern orientieren. Ziel und Konzept von ascolta ist es, durch Kompositionsaufträge und Bearbeitungen ein umfangreiches Œuvre für dieses neue Klangbild aufzubauen und es im Repertoire der zeitgenössischen Musik zu etablieren. Etwa 250 neue Werke sind seit der Gründung des Ensembles entstanden. Zudem pflegt das Ensemble verschiedene Unterbesetzungen und tritt u. a. mit Duo- und Trioprogrammen auf.

## Mitglieder
Erik Borgir (Violoncello, E-Cello), Andrew Digby (Posaunen, Euphonium, Basstrompete), Florian Hölscher (Klavier, Cembalo, Synthesizer), Julian Belli und Boris Müller (Schlagzeug), Markus Schwind (Trompeten, Flügelhorn, Sopranposaune), Hubert Steiner (Gitarren, E-Gitarre, Mandoline, E-Bass).

## Diskografie
- 2009: Rolf Riehm: aprikosenbäume gibt es, aprikosenbäume gibt es (Cybele Records; Preis der Deutschen Schallplattenkritik: 1/2009; FonoForum: Stern des Monats 4/2009)
- 2010: Annette Schmucki: Komponistinnen-Porträt (MGB)
- 2011: Chaya Czernowin: Shifting Gravity (Wergo)
- 2012: Michel Roth: Komponisten-Portrait (Musiques Suisses)
- 2012: Alexander Sigman: Nominal/Noumenal (Carrier Records)
- 2013: Annesley Black: No use in a centre (Wergo)
- 2013: Donaueschinger Musiktage 2012 (NEOS)
- 2014: Malika Kishino: Irisation (Wergo)
- 2014: Ming Tsao: Pathology of Syntax (Mode Records)
- 2014: Rolf Riehm: Lenz in Moskau (Wergo)
- 2016: Marina Khorkova: Klangnarbe (Wergo)
- 2016: Darmstadt Aural Documents Box 3 (NEOS)
- 2017: Ming Tsao: Plus Minus (Kairos)
- 2017: Gordon Kampe: Arien/Zitronen (col legno)
- 2018: Robin Hoffmann: Kunst Pfeifen (Thorofon)
- 2019: Michael Pelzel: Gravity’s Rainbow (Kairos)